# Chris Quigg

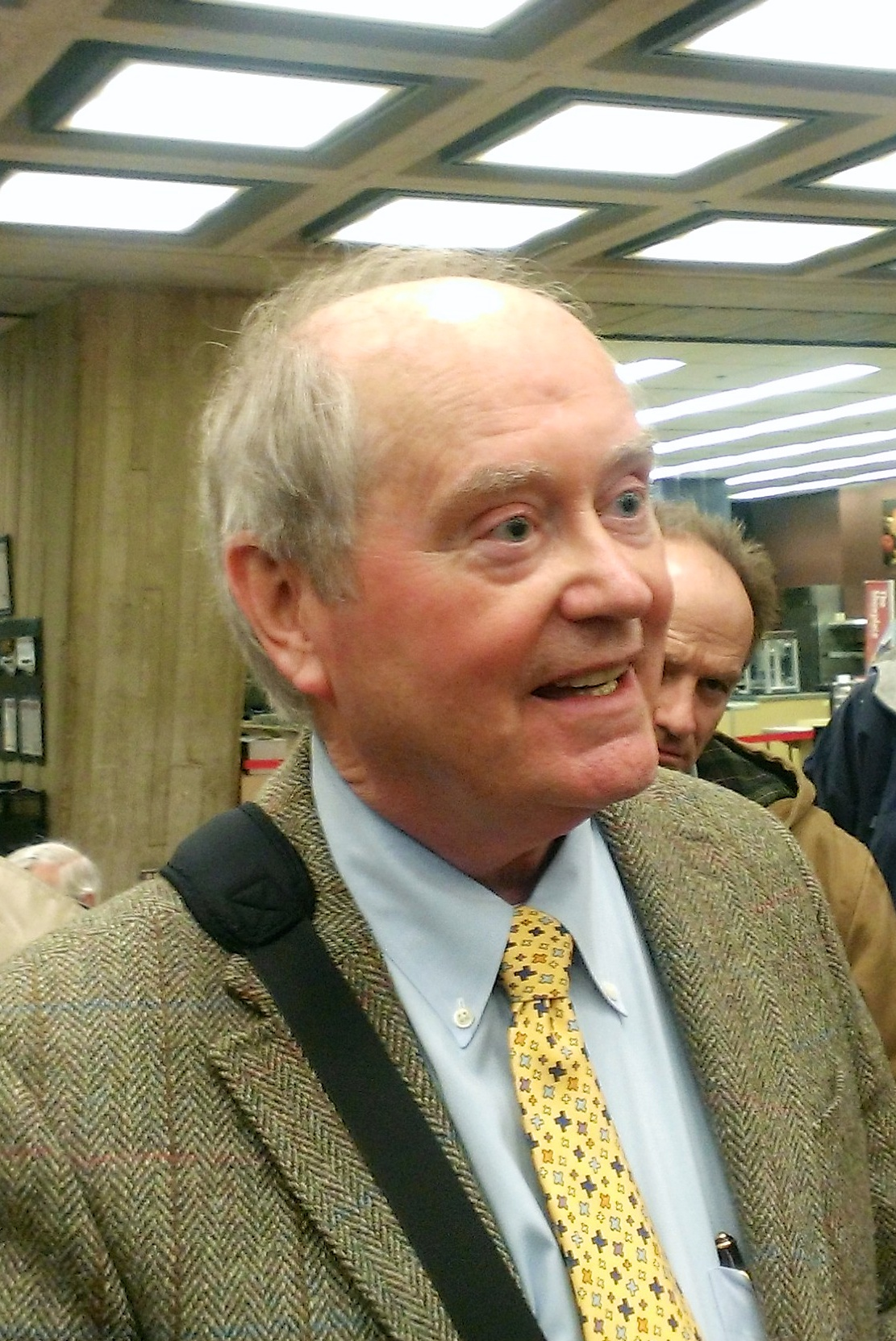
Chris Quigg

Chris Quigg (* 15. Dezember 1944 in Bainbridge (Maryland)) ist ein US-amerikanischer theoretischer Physiker, der sich vor allem mit Elementarteilchenphysik beschäftigt.

## Leben
Quigg wuchs in Bethlehem, Pennsylvania, auf und studierte an der Yale University (Master 1966). 1970 promovierte er bei John David Jackson in Berkeley. Danach war er Associate Professor an der State University of New York at Stony Brook und an der University of Chicago. Seit 1974 war er am Fermilab bei Chicago, wo er 1977 bis 1987 Leiter der Abteilung Theoretische Physik war. Quigg war Gastprofessor u. a. an der École normale supérieure, der Cornell University, an der Princeton University und in Wien (Erwin Schrödinger Professor) und Gastwissenschaftler am CERN.
1974 bis 1978 war er Alfred P. Sloan Fellow. 1983 wurde er Fellow der American Physical Society und er ist Fellow der American Association for the Advancement of Science. Quigg erhielt den Alexander von Humboldt-Preis. Er war 1994 bis 2004 Herausgeber des Annual Review of Nuclear and Particle Science.
Quigg beschäftigte sich u. a. mit der Physik von Systemen schwerer Quarks (z. B. Quarkonium) und mit Teilchenphysik – wie der Wechselwirkung von Neutrinos  – bei sehr hohen („ultrahoch“ auf der TeV Skala) Energien. Dabei gab er mit Benjamin Lee und H. B. Thacker 1977 eine obere Grenze für die Masse des Higgs-Bosons (aus Unitaritäts-Argumenten für die Partialwellen-Streuamplituden) von 1 TeV an (Lee-Quigg-Thacker-Bound).
Quigg war Mitautor von Studien für den 1993 aus finanziellen Gründen gescheiterten Superconducting Super Collider (SSC), in dessen Central Design Group er ab 1987 in Berkeley Deputy Director war, und verfasste 1984 mit Estia Eichten, Kenneth Lane und Ian Hinchliffe den einflussreichen Übersichtsartikel „Supercollider physics“. Dafür erhielten sie 2011 den Sakurai-Preis.
Für das am japanischen Belle-Experiment (am KEKB-Beschleuniger) 2003 beim Zerfall von B-Mesonen (in Charmonium und zwei Pionen) entdeckten X(3872) „Teilchens“ (der Masse 3,872 GeV) schlug er eine Interpretation als Charmonium-Resonanz vor, als Alternative zu Erklärungen wie Molekülen aus Mesonen mit Charm-Quarks (wie D_0) oder Vier-Quark-Teilchen (Tetraquarks).
Er ist seit 1967 verheiratet und hat zwei Kinder.

## Schriften
- Gauge theory of the strong, weak and electromagnetic interactions. Benjamin Cummings 1983, Westview Press 1997, ISBN 0-201-32832-1.
- mit Rosner: Quantum mechanics with application to Quarkonium. In: Physics Reports, Band 56, 1979, S. 167–235.
- Elementary particles and forces, Scientific American, April 1985
- Electroweak Theory. TASI Lectures, 2002, arxiv:hep-ph/0204104v1.
- Natures greatest puzzles. SLAC Summer Institute 2004, arxiv:hep-ph/0502070v1.
- Visions – the coming revolutions of particle physics. 2002, arxiv:hep-ph/0204075v1.
- Top-ology. In: Physics Today. 1997, erweitert, Physik des top Quarks, arxiv:hep-ph/9704332